# Ягшимурадов, Довлетджан
Довлетджан Ягшимурадов Рустемович (туркм. Döwletjan Ýagşymyradow Rustemowiç; род. 22 мая 1989, Чарджоу, Туркменская ССР) — туркменский боец смешанного стиля, представитель полутяжёлой весовой категории. Выступает на профессиональном уровне начиная с 2012 года. С 2020 года выступает в промоушене Bellator MMA.. Первый представитель Туркменистана, ставший чемпионом по смешанным единоборствам лиги Absolute Championship Berkut и Absolute Championship Akhmat. Начал свою профессиональную карьеру в 2012 году.

## Биография
С шести лет, до школы, занимался каратэ, в сельской области, в районе Чарджоу. Самый первый титул — чемпион Туркменистана по каратэ среди детей в возрасте 11 лет, затем — первое место в национальном турнире по ханмудо.
В 17 лет поступил на службу в Вооружённые силы Туркменистана. Имеет звание старшего сержанта.
В 2009 году поступил в Харьковский национальный экономический университет им. Семена Кузнеца на факультет менеджмента и маркетинга.

## Карьера
Довлетджан начал профессиональную спортивную карьеру в 2012 году. Чемпион Туркменистана по каратэ, чемпион Харьковской области по вольной борьбе и грэпплингу.
В мае 2018 года стал чемпионом в полутяжелом весе по Абсолютному Чемпионату Беркут, одержав уверенную победу над прошлым владельцем этого титула россиянином Батразом Агнаевым.
В Варшаве на турнире ACA 92: Ягшимурадов против Селински выиграл первый пояс чемпионата организации. В главном бою Довлетжан Ягшимурадов техническим нокаутом в четвертом раунде победил польского полутяжелого веса Кароля Селински. Это пятая победа в беспроигрышной серии Ягшимурадова в организации.
В декабре 2019 года Довлетджан Ягшимурадов защитил титул чемпиона АСА в полутяжёлом весе (до 93 кг), победив россиянина Алексея Буторина. Главный бой вечера в рамках турнира ACA 103 состоялся в Санкт-Петербурге на «Сибур Арене».
17 апреля 2021 Ягшимурадов встретился с американцем Кори Андерсоном в четверть-финале турнира за пояс Bellator в полутяжёлом весе. Бой был завершён победой техническим нокаутом Андерсона на отметке 2.15 третьего раунда. Для Ягшимурадова этот бой стал дебютным в промоушене Bellator. 15 апреля 2022 года Ягшимурадов одержал первую победу в промоушене, одолев в рамках Bellator 277 Рафаэля Карвалью техническим нокаутом на пятой минуте второго раунда 
29 ноября 2024 года Довлетджан Ягшимурадов встретился с американцам Импа Касангайайамв финале турнира за пояс PFL в полутяжелом весе (до 93 кг)
Бой завершён победой нокаутом Довлетджана на отметке 0:58 первого раунда.Довлетджан Ягшимурадов завоевал пояс чемпиона PFL в полутяжелом весе.

## Чемпионаты и достижения
- Absolute Championship Akhmat
  - ACA Light Heavyweight Championship (One time; First; Current)
  - One successfull title defense
- Absolute Championship Berkut
  - ACB Light Heavyweight Championship (One time; Last)
  - Knockout of the Night (One times) vs. Joachim Christensen on November 25, 2017
- Oplot Challenge
  - OC 2012—2013 Light Heavyweight Tournament Winne

## Статистика в профессиональном ММА
| Боёв 33  | Побед 25 | Поражений 7 |
| -------- | -------- | ----------- |
| Нокаутом | 14       | 2           |
| Сдачей   | 4        | 3           |
| Решением | 7        | 2           |
| Ничьи    | 1        | 1           |

| Результат | Рекорд | Соперник              | Способ                                      | Турнир                                 | Дата             | Раунд | Время | Место                      | Примечание                                                |
| --------- | ------ | --------------------- | ------------------------------------------- | -------------------------------------- | ---------------- | ----- | ----- | -------------------------- | --------------------------------------------------------- |
| Победа    | 25-7-1 | Импа Касанганай       | Нокаут (удары)                              | PFL 10: сезон 2024                     | 29 ноября 2024   | 1     | 0:58  | Эр-Рияд, Саудовская Аравия | Завоевал титул чемпиона PFL в полутяжёлом весе.           |
| Победа    | 24-7-1 | Роб Уилкинсон         | Единогласное решение                        | PFL 8: сезон 2024                      | 16 августа 2024  | 3     | 5:00  | Холливуд, США              | Полуфинал турнира PFL в полутяжёлом весе.                 |
| Победа    | 23-7-1 | Симон Бийонг          | Единогласное решение                        | PFL 5: сезон 2024                      | 21 июня 2024     | 3     | 5:00  | Солт-Лейк-Сити, США        |                                                           |
| Победа    | 22-7-1 | Джейкоб Недо          | Технический нокаут (удары)                  | PFL 2: сезон 2024                      | 12 апреля 2024   | 1     | 2:54  | Лас-Вегас, США             |                                                           |
| Победа    | 21-7-1 | Мацей Розански        | Единогласное решение                        | Bellator 300: Нурмагомедов - Примус    | 7 октября 2023   | 3     | 5:00  | Сан-Диего, США             |                                                           |
| Победа    | 20-7-1 | Джулиус Энгликас      | Единогласное решение                        | Bellator 292: Нурмагомедов - Хендерсон | 11 марта 2023    | 3     | 5:00  | Сан-Хосе, США              |                                                           |
| Победа    | 19-7-1 | Рафаэль Карвалью      | TKO (удары руками)                          | Bellator 277                           | 15 апреля 2022   | 2     | 4:04  | Сан-Хосе, США              |                                                           |
| Поражение | 18-7-1 | Карл Альбректссон     | Единогласное решение                        | Bellator 268: Немков - Энгликас        | 17 октября 2021  | 3     | 5:00  | Финикс, США                |                                                           |
| Поражение | 18-6-1 | Кори Андерсон         | TKO (удары руками)                          | Bellator 257: Немков vs Дэвис 2        | 17 апреля 2021   | 3     | 2:15  | Анкасвилл, США             |                                                           |
| Победа    | 18-5-1 | Алексей Буторин       | Единогласное решение                        | ACA 103: Yagshimuradov vs. Butorin     | 14 декабря 2019  | 5     | 5:00  | Санкт-Петербург, Россия    | Защитил титул чемпиона ACA в полутяжёлом весе.            |
| Победа    | 17-5-1 | Карол Селински        | TKO (удары)                                 | ACA 92: Yagshimuradov vs. Celiński     | 16 февраля 2019  | 4     | 4:16  | Варшава, Польша            | Защитил титул чемпиона ACA в полутяжёлом весе.            |
| Победа    | 16-5-1 | Батраз Агнаев         | Сабмишном (удушение сзади)                  | ACB 86: Balaev vs. Raisov 2            | 5 мая 2018       | 3     | 3:44  | Москва, Россия             | Завоевал титул чемпиона ACA в полутяжёлом весе.           |
| Победа    | 15-5-1 | Луис Фернандо Миранда | KO (удар)                                   | ACB 79: Aguev vs. Alfaya               | 27 января 2018   | 1     | 1:03  | Грозный, Россия            |                                                           |
| Победа    | 14-5-1 | Йоаким Кристенсен     | KO (удар)                                   | ACB 75: Gadzhidaudov vs. Zielinski     | 25 ноября 2017   | 1     | 1:14  | Штутгарт, Германия         | Нокаут вечера.                                            |
| Победа    | 13-5-1 | Джаред Торгесон       | Сабмишном (удушение сзади)                  | ACB 62: Stepanyan vs. Cruz             | 17 июня 2017     | 3     | 0:39  | Ростов-на-Дону, Россия     |                                                           |
| Победа    | 12-5-1 | Дэн Конецки           | TKO (удар коленом и добивание)              | ACB 52: Another Level of MMA Fighting  | 21 января 2017   | 2     | 2:44  | Вена, Австрия              |                                                           |
| Победа    | 11-5-1 | Виталий Онищенко      | Единогласное решение                        | World Warriors FC: Warriors Honor 2    | 14 мая 2016      | 2     | 5:00  | Харьков, Украина           |                                                           |
| Поражение | 10-5-1 | Михаил Рагозин        | TKO (удары)                                 | M-1 Challenge 61: Battle of Narts 2    | 20 сентября 2015 | 3     | 2:00  | Назрань, Россия            |                                                           |
| Победа    | 10-4-1 | Максим Кушнеренко     | KO (удар)                                   | Real Fight Promotion: West Fight 15    | 28 августа 2015  | 1     | 0:27  | Харьков, Украина           |                                                           |
| Поражение | 9-4-1  | Магомед Анкалаев      | Единогласное решение                        | Oplot Challenge 103                    | 18 октября 2014  | 3     | 5:00  | Москва, Россия             |                                                           |
| Победа    | 9-3-1  | Фуад Гадиров          | KO (удар)                                   | Oplot Challenge 94                     | 28 декабря 2013  | 2     | 3:59  | Харьков, Украина           |                                                           |
| Победа    | 8-3-1  | Борис Полежай         | TKO (остановка углом)                       | Oplot Challenge 86                     | 2 ноября 2013    | 1     | 2:31  | Харьков, Украина           |                                                           |
| Победа    | 7-3-1  | Арсен Менситов        | TKO (удары)                                 | Oplot Challenge 67                     | 20 июня 2013     | 1     | 1:39  | Харьков, Украина           |                                                           |
| Победа    | 6-3-1  | Богдан Савченко       | Единогласное решение                        | Oplot Challenge 57                     | 11 мая 2013      | 3     | 5:00  | Харьков, Украина           |                                                           |
| Победа    | 5-3-1  | Антон Степаненко      | TKO (удары)                                 | Oplot Challenge 55                     | 27 апреля 2013   | 1     | 0:53  | Харьков, Украина           | Бой в тяжёлом весе.                                       |
| Поражение | 4-3-1  | Александр Бойко       | Сабмишном (удушение гильотиной)             | Oplot Challenge 45                     | 23 марта 2013    | 1     | 0:17  | Харьков, Украина           |                                                           |
| Победа    | 4-2-1  | Михаил Петков         | Сабмишном (удушение сзади)                  | Oplot Challenge 41                     | 9 марта 2013     | 1     | 3:07  | Харьков, Украина           |                                                           |
| Поражение | 3-2-1  | Рашид Юсупов          | Сабмишном (рычаг локтя)                     | Oplot Challenge 35                     | 16 февраля 2013  | 2     | 4:45  | Харьков, Украина           |                                                           |
| Победа    | 3-1-1  | Александр Барбарян    | Сабмишном (ключ ахилла)                     | Oplot Challenge 24                     | 5 января 2013    | 1     | 2:15  | Харьков, Украина           | Финал турнира Oplot Challenge в полутяжёлом весе.         |
| Победа    | 2-1-1  | Сергей Левандовский   | TKO (удары)                                 | Oplot Challenge 20                     | 21 декабря 2012  | 1     | 0:30  | Харьков, Украина           | Полуфинал турнира Oplot Challenge в полутяжёлом весе.     |
| Победа    | 1-1-1  | Артур Варданян        | TKO (удары)                                 | Oplot Challenge 14                     | 24 ноября 2012   | 1     | 1:57  | Харьков, Украина           | Четвертьфинал турнира Oplot Challenge в полутяжёлом весе. |
| Поражение | 0-1-1  | Василий Бабич         | Сабмишном (обратное удушение треугольником) | Oplot Challenge 2                      | 13 мая 2012      | 2     | 1:58  | Харьков, Украина           | Бой в тяжёлом весе.                                       |
| Ничья     | 0-0-1  | Рудольф Криз          | Единогласное решение                        | Oplot Challenge 1                      | 25 марта 2012    | 2     | 5:00  | Харьков, Украина           |                                                           |

## Актерская карьера
В 2022 г., Ягшимурадов исполнил роль Балабана Альпа в турецком телесериале «Основание: Осман».